# Batterie de Zuydcoote
La batterie de Zuydcoote, encore appelée batterie de l'Est, est un ouvrage du système Séré de Rivières, construit de 1877 à 1878, en annexe du fort des Dunes. Il est ainsi dénommé parce que chargé de défendre la passe de Zuydcoote.
Situé sur la commune de Leffrinckoucke à 5 km à l'est de Dunkerque, il est entièrement réalisé en briques jaunes.
L'ouvrage a été intégré dans la ligne Maginot, puis a été complété par des blockhaus du Mur de l'Atlantique.